# Felix Alexander von Cube
Felix Alexander von Cube (Mentone, 30 novembre 1876 – Stoccarda, 27 gennaio 1964) è stato un naturalista, medico e alpinista tedesco,  tra il 1895 e il 1904 scalò 262 vette e attraversò 60 passi montani. La sua isola preferita era la Corsica, di cui esplorò le catene montuose nel 1899, 1902 e 1904.  Una montagna in Corsica e una farfalla portano il suo nome.

## Biografia
Felix von Cube era un appassionato alpinista, naturalista e medico; si era già iscritto all'Associazione Accademica Alpinistica di Monaco di Baviera mentre studiava a Monaco. Frequentò il Wilhelmsgymnasium di Monaco fino al diploma di scuola superiore nel 1896. Successivamente studiò medicina all'Università di Monaco, dove conseguì il dottorato nel 1902.Tra il 1895 e il 1904 scalò 262 vette e attraversò 60 passi montani. La sua isola preferita era la Corsica, di cui esplorò le catene montuose nel 1899, 1902 e 1904. Durante le sue spedizioni in Corsica scalò 38 vette, di cui 17 furono prime ascensioni. Tra le montagne più alte da lui scalate ci sono Punta Minuta (2.556 metri), Capu Larghia (2.503 metri) e Capu Tafunatu (2.343 metri). Nel 1966 , il consiglio comunale di Asco in Corsica intitolò a Felix Alexander von Cube una piramide di roccia alta 2.247 metri, l'attuale "Pic von Cube". I Corsi lo veneravano come il “pioniere dell’alpinismo in Corsica”.  Nel 1906 si trasferì da Monaco di Baviera a Stoccarda e si affermò come specialista in malattie della pelle, diventando allo stesso tempo un esperto di coleotteri e farfalle attraverso lo studio autonomo. Nel 1913 la Società Entomologica di Stoccarda gli commissionò la rielaborazione della fauna del Württemberg. In suo onore è stata chiamata la farfalla “Cube-C”.

## Carriera alpinistica
- Faulewand-Spitze Östliche 2.473 m, (Alpi dell'Algovia) cresta orientale (21.08.1903)
- Faulewand-Spitze Östliche 2.473 m,  (Alpi dell'Algovia) attraverso la cresta ovest della cima ovest (25.07.1901)
- Hermannskarturm  2.472 m (Alpi dell'Algovia) parete est (1900)
- Ilfenspitzen settentrionale 2.540 m (Alpi dell'Algovia) attraverso la cresta ovest fino alla cima nord (1900)
- Ilfenspitzen meridionale 2.540 m  (Alpi dell'Algovia) diedro sud-est del vertice sud (1900)
- Ilfenspitzen meridionale 2.540 m  (Alpi dell'Algovia) attraverso la cresta est fino alla cima sud (1900)
- Ilfenspitzen meridionale 2.540 m  (Alpi dell'Algovia) attraverso la cresta sud fino alla cima sud (1900)
- Kreuzkarspitze 2.591 m  (Alpi dell'Algovia) parete nord (04.09.1898)
- Kreuzkarspitze  2.591 m (Alpi dell'Algovia) attraversamento  da sud a nord (04.09.1898)
- Kreuzkarspitze 2.591 m (Alpi dell'Algovia)  parete nord (1899)
- Kreuzkarspitze 2.591 m (Alpi dell'Algovia)  cresta orientale (1900)
- Kreuzkarspitze 2.591 m (Alpi dell'Algovia)  cresta occidentale (1900)
- Marchspitze 2.591 m (Alpi dell'Algovia)  cresta sud (1899)
- Noppenspitze 2.594 m (Alpi dell'Allgäu) cresta nord-ovest (1900)
- Noppenspitze  2.594 m (Alpi dell'Allgäu) cresta orientale (1903)
- Noppenspitze  2.594 m (Alpi dell'Allgäu) cresta orientale (1903)
- Noppenspitze  2.594 m (Alpi dell'Allgäu) cresta sud (1900)
- Noppenspitze  2.594 m (Alpi dell'Allgäu) parete sud-est (1903)
- Plattenspitze Östliche 2.686 m (Alpi dell'Algovia)  attraversamento verso la vetta occidentale (1900)
- Sattelkarspitze  2.552 m (Alpi dell'Algovia) dalla Wolekleskar (via normale) (1900)
- Söllerkopf Südlicher 2.390 m (Alpi dell'Allgäu)  cresta nord (05.09.1899)
- Wolfebnerspitze settentrionale  2.432 m (Alpi dell'Allgäu) cresta nord (1900)
- Wolfebnerspitze meridionale  2.432 m (Alpi dell'Allgäu) parete est (1900)
- Wolfebnerspitze meridionale  2.432 m (Alpi dell'Allgäu) avancorpo del vertice sud, camino sud (1900)[1][2]